# Marie Høeg

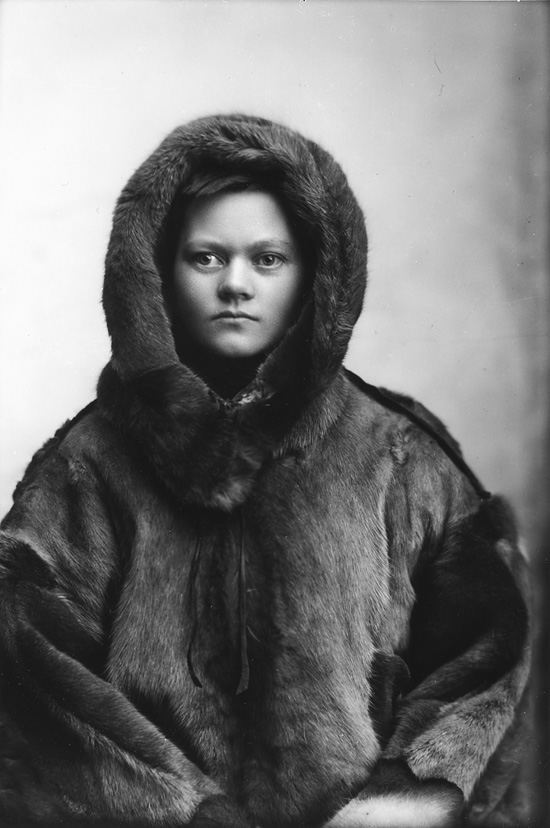
Marie Hoeg in Pelzkleidung. Foto: Berg & Hoeg, ca. 1895–1903. Sammlung Preus-Museum

 Marie Karoline Ludvikke Høeg (* 15. April 1866 in Langesund, Norwegen; † 22. Februar 1949 in Oslo, Norwegen) war eine norwegische Fotografin und Frauenrechtlerin. Zusammen mit ihrer Partnerin Bolette Berg betrieb sie ein Fotostudio in der norwegischen Küstenstadt Horten. Sie gründete die Horten-Zweigstelle der Nationalen Vereinigung für Frauenwahlrecht, den Horten-Frauenrat und die Horten-Tuberkulose-Vereinigung.

## Leben und Werk

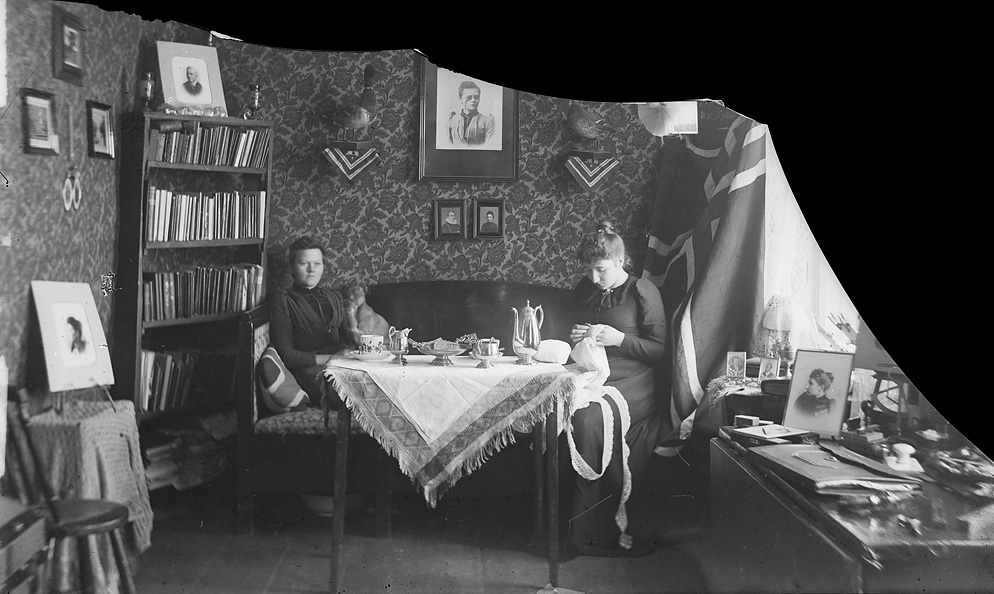
Marie Høeg (links) und Bolette Berg (rechts) in ihrem Wohnzimmer in Horten, ca. 1895–1903, Glasplatte

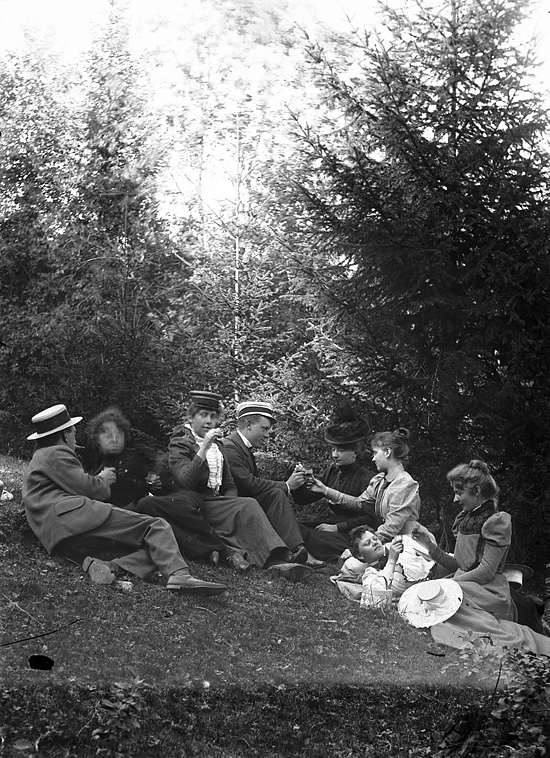
Bolette Berg und Marie Høeg beim Picknick mit Freunden im Wald

Høeg war die Tochter des Fischers Hans Jacob Høegh und Nilsine Bolette Høegh. Nach einer Reise mit ihrem Bruder nach Finnland begann sie zu fotografieren. In Brevik wurde sie Schülerin eines Fotografen, denn in Norwegen gab es keine Schulen oder Kurse für Fotografen. Nach einiger Zeit zog sie zunächst nach Ekenäs und dann nach Hanko in Finnland.
Während dieser Zeit lernte sie ihre Partnerin und Lebensgefährtin kennen, die fünf Jahre jüngere Priestertochter Bolette Berg, die ebenfalls eine Lehre als Fotografin absolvierte. 1894 zog sie mit Berg nach Horten, wo die beiden Frauen das Berg & Høeg Fotoatelier gründeten. Als professionelle Fotografin machte sie Porträtfotos, Familienfotos, Landschaftsfotos und fertigte Kopien von Kunstwerken an, die dann in einem kleineren Format verkauft werden konnten.
Inspiriert von einer aktiven finnischen Frauenbewegung gründete sie am 4. März 1896 in diesem Fotostudio eine Diskussionsrunde für Frauen.

## Einsatz für das Wahlrecht für Frauen
Høeg trat der Frauenwahlrechtsvereinigung Kvinnestemmerettsforeningen bei und mobilisierte und ermutigte Frauen in Finnland, eine Resolution für das Wahlrecht für Frauen an das Parlament von Norwegen, das Storting, zu unterstützen. Høeg ermutigte alle Mitglieder der Diskussionsrunde, für die Resolution zu stimmen.
1896 führte das Storting das volle kommunale Wahlrecht für Männer ein und lehnte den Vorschlag zum kommunalen Wahlrecht für Frauen ab. Die Frauenwahlrechtsvereinigung in Kristiania spaltete sich nach der Ablehnung des Vorschlags zum Wahlrecht für Frauen. Eine Mehrheit in der Frauenwahlrechtsvereinigung verzichtete daraufhin auf das Prinzip des gleichen Wahlrechts wie für Männer und brachten Vorschläge für eine Einschränkung des kommunalen Wahlrechts für Frauen ein mit einem Stimmrecht nur für Frauen mit einem relativ hohen Einkommen. Høeg legte einen schriftlichen Vorschlag vor, die alte Zweckklausel wieder einzuführen, das Wahlrecht zu den gleichen Bedingungen wie für Männer vorzusehen und auswärtige Mitglieder über wichtige Angelegenheiten zu informieren. Am 12. Februar 1898 wurde die nationale Frauenwahlrechtsvereinigung (LKSF) von Mitgliedern gegründet, die die Frauenwahlrechtsvereinigung verließen. Høeg gab ihr Amt als Vorsitzende des Diskussionsvereins auf und widmete sich ganz der Wahlrechtsfrage.
Als bei den Kommunalwahlen 1901 erstmals Frauen zur Wahl gehen konnten, ermutigte sie die Parteien, Frauen auf die Listen zu setzen. 1903 zogen Høeg, die dann die Schreibweise Høgh verwendete, und Berg nach Kristiania. Nach der Neuorganisation der LKSF im Jahr 1909 wurde sie Vorsitzende der Sektion Kristiania bis 1913 das Frauenwahlrecht eingeführt wurde.
Høeg initiierte außerdem den Horten Kvinneråd (Horten-Frauenrat) als lokale Unterorganisation von Norske Kvinners Nasjonalråd (Norwegischer Frauennationalrat) und die Horten Tuberkuloseforening (Horten Tuberkulose-Vereinigung).

## Fotografin und Verlegerin
Nachdem Høeg und Berg nach Kristiania gezogen waren, arbeiteten sie weiterhin als professionelle Fotografinnen und gründeten den Verlag Berg og Høghs Kunstforlag A. S. Der Verlag veröffentlichte Postkarten und Kunstzeitschriften und Reproduktionen von Kunstwerken aus der National Gallery und den Statens-Kunstausstellungen. Während sie ihren Kunstbuchverlag führten, hatten sie außerdem eine Abmachung mit dem norwegischen Malerinnenverbund, regelmäßig eine bestimmte Anzahl an Reproduktionen der Arbeiten von Frauen zu drucken. Ein Jahr nach der erfolgreichen Einführung des Frauenwahlrechts in Norwegen gab Høeg 1914 die Publikation Norske Kvinder heraus, ein Standardwerk über Geschichte mit weiblichen Protagonistinnen.
Marie Høeg starb 1949 im Alter von 83 Jahren.

## Nachlass
In den letzten Jahren ihres Lebens lebten Høeg und Berg zeitweise auf einem Bauernhof in Hadeland. In den 1970er Jahren erwarb der norwegische Sammler Leif Preus bei der Versteigerung ihres Nachlasses die Glasnegative der beiden Fotografinnen. Neben Aufnahmen von Landschaften und Reproduktionen von Kunstwerken fanden sich zwei Kisten, die mit dem Hinweis privat versehen waren. In diesen Kisten waren Fotos, die Marie Høeg, Bolette Berg sowie ihre Geschwister und Freunde und Freundinnen beim Posieren vor der Kamera zeigen.
Sille Storihle entdeckte im Sommer 2012 ein Foto von Marie Høeg, als sie für einen Film über norwegischen Nationalismus recherchierte. Das Foto zeigt Marie Høeg als Polarforscherin verkleidet, die die Nationalhelden der damaligen Zeit nachahmt. Das Foto wurde höchstwahrscheinlich zwischen 1896 und 1905 aufgenommen und gehört zu einer Reihe geschlechterverändernder Porträts, die Høeg mit Bolette Berg angefertigt hatte.

## Ausstellungen
100 Jahre nach der Gründung des Diskussionsvereins veranstaltete das Preus-Museum 1996 in Horten eine Ausstellung, die Marie Høeg und Bolette Berg gewidmet war. Hier wurden die Fotos von Marie und Bolette erstmals öffentlich gezeigt.
2014 fand im ONE National Gay & Lesbian Archives der University of Southern California eine Ausstellung mit dem Titel Marie Høeg Meets Klara Lidén statt.
Bei dem internationalen Festival PhotoESPAÑA 2023 in Madrid wurden die Fotos in der Ausstellung Like a Whirlwind gezeigt.
2024 fand im Museum f³ – freiraum für fotografie in Berlin die Ausstellung LIKE A WHIRLWIND – Die Genderplays von Marie Høeg & Bolette Berg statt.
Das norwegische Nationalmuseum für Fotografie, das Preus Museum, verwaltet den Nachlass von Marie Høeg und Bolette Berg und besitzt die Original-Glasnegative in seiner Sammlung.

## Fotoaufnahmen aus dem Fotoatelier Berg & Hoeg

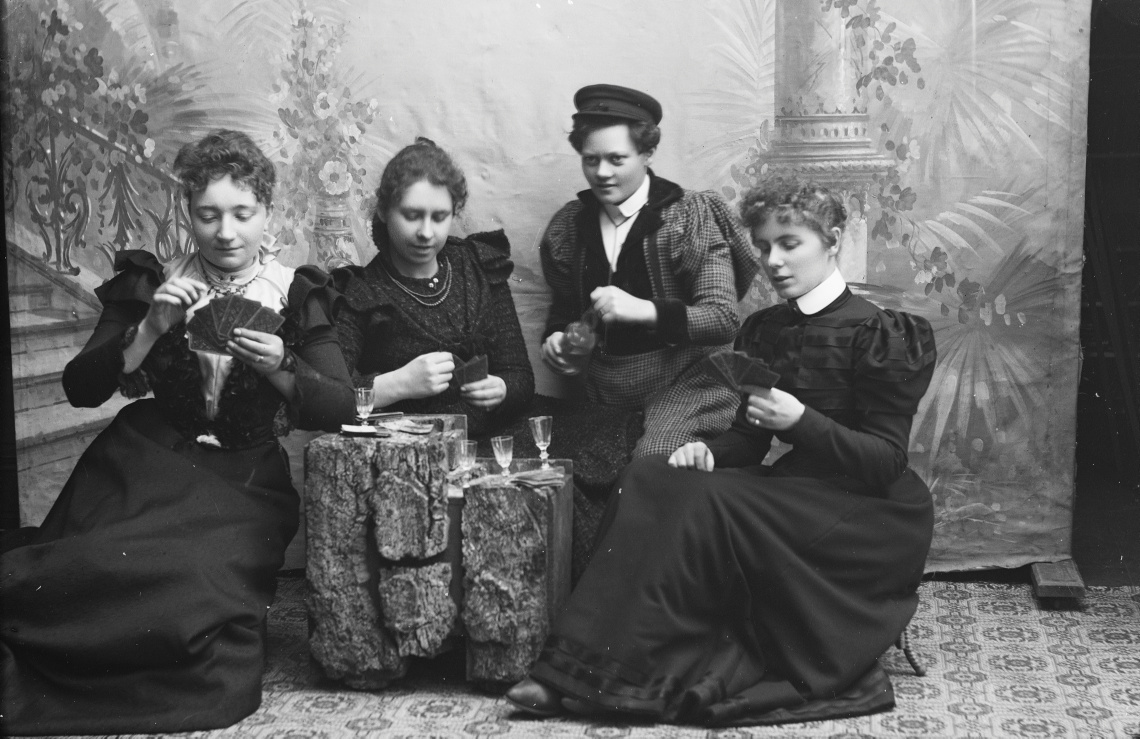
Auf dem Boden sitzen, trinken und Karten spielen, Dinge tun, die „nette Mädchen“ nicht tun sollten … Es ist ein Ausdruck von Freiheit. Foto: Berg & Hoeg, ca. 1895–1903 Sammlung Preus-Museum
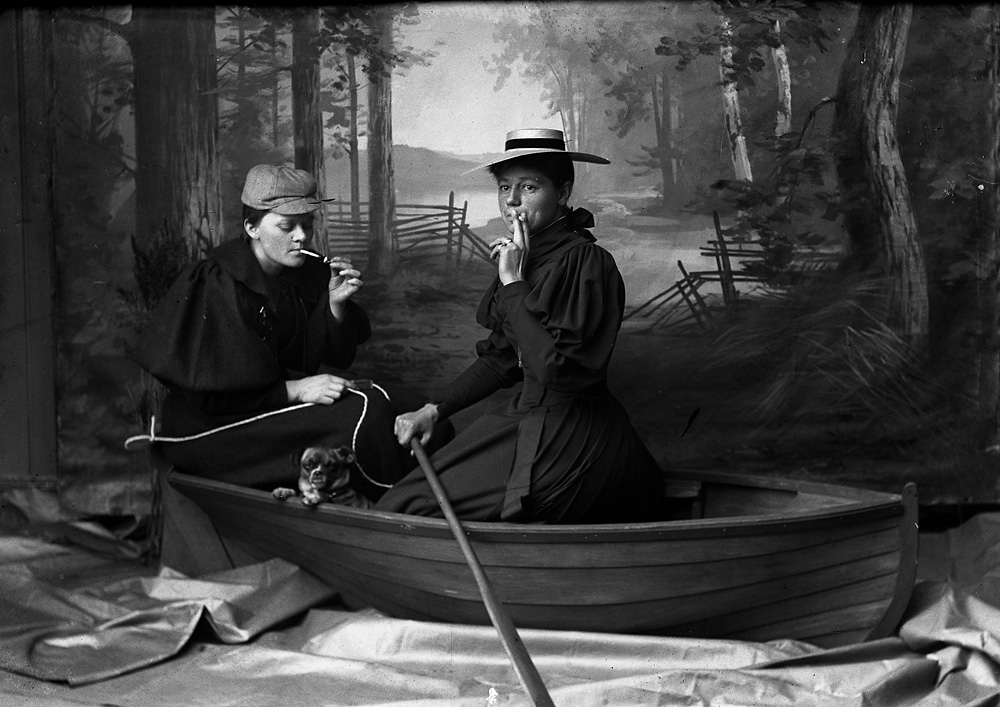
Marie Høeg und Bolette Berg im Boot. ca. 1895–1903. Sammlung Preus-Museum
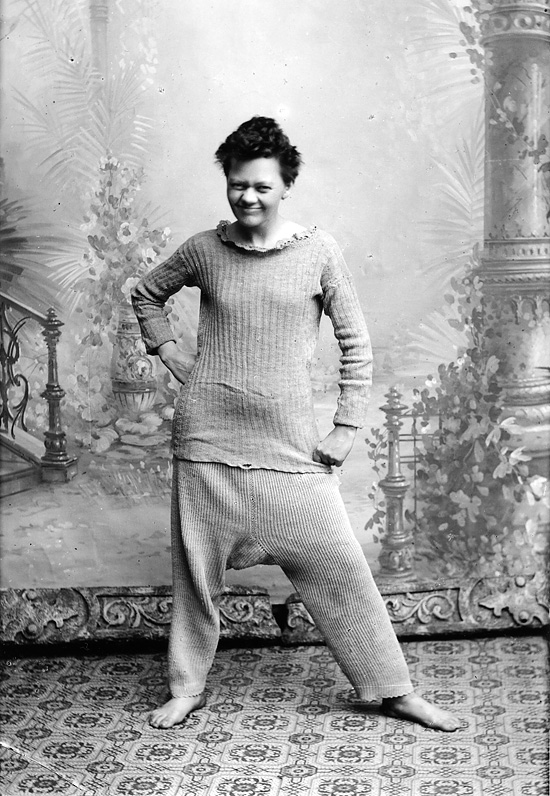
Marie Høeg in weit gestrickter Unterwäsche. ca. 1895–1903. Silbergelatine auf Baryt
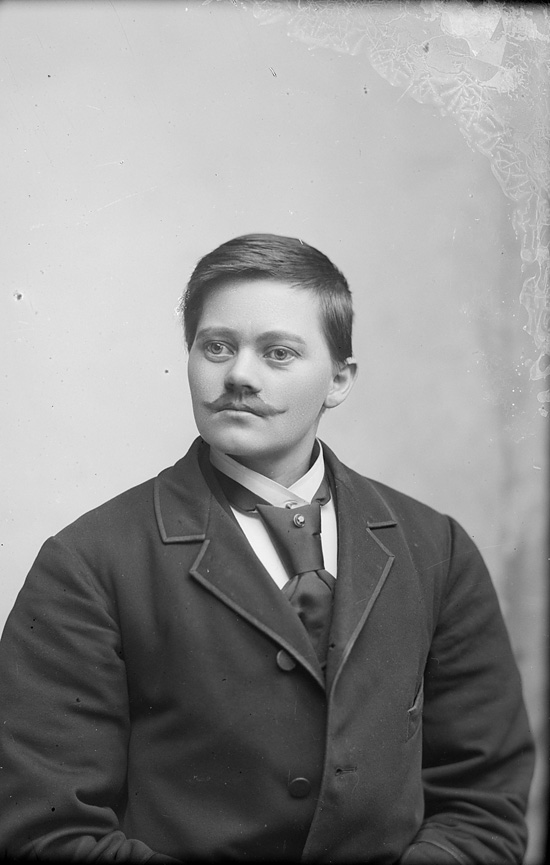
Marie Høeg mit Schnurrbart und glatt gekämmtem Haar. ca. 1895–1903. Glasplatte
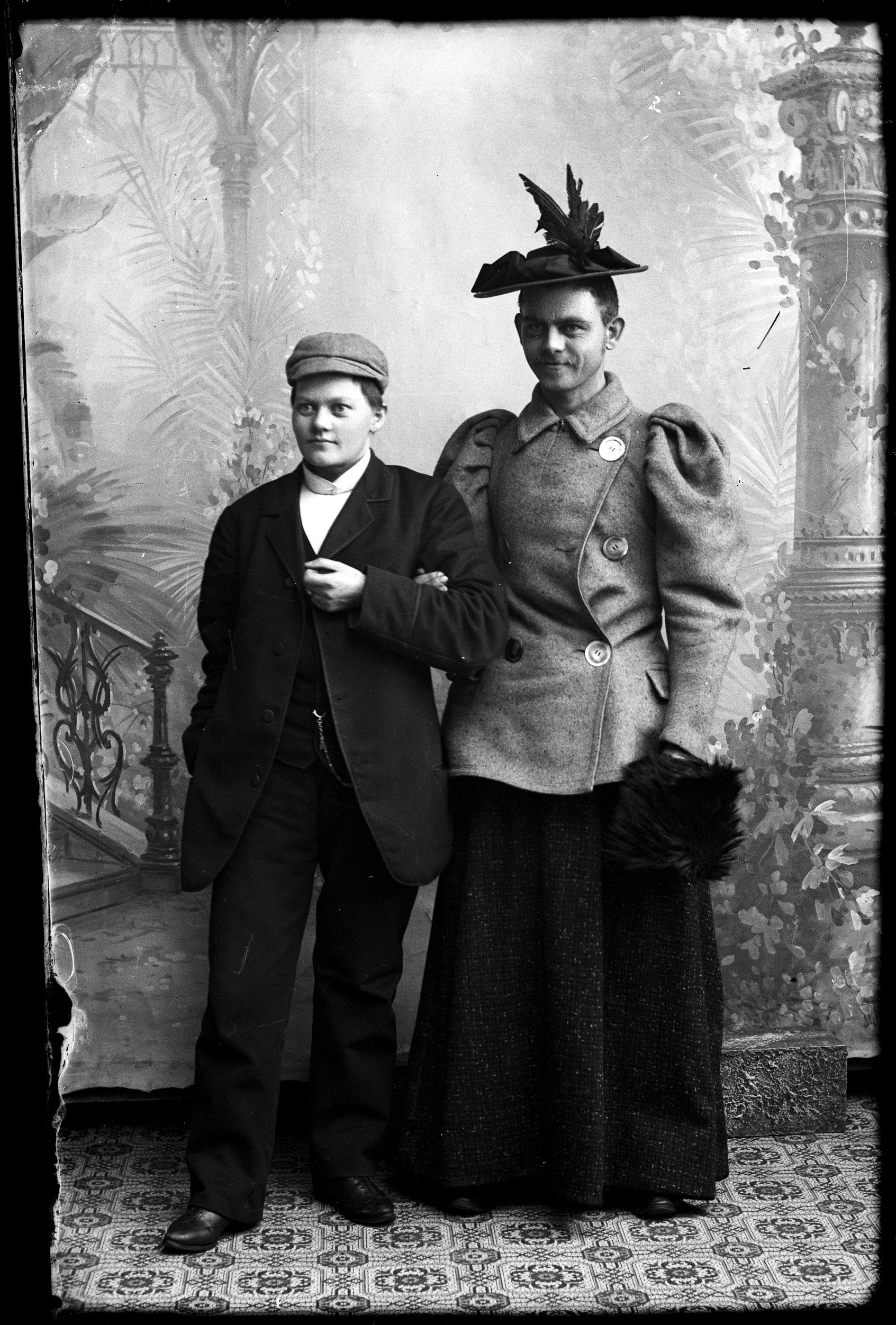
Marie als Mann gekleidet, und ein unbekannter Mann als Frau gekleidet. ca. 1895–1903. Silbergelatine auf Baryt
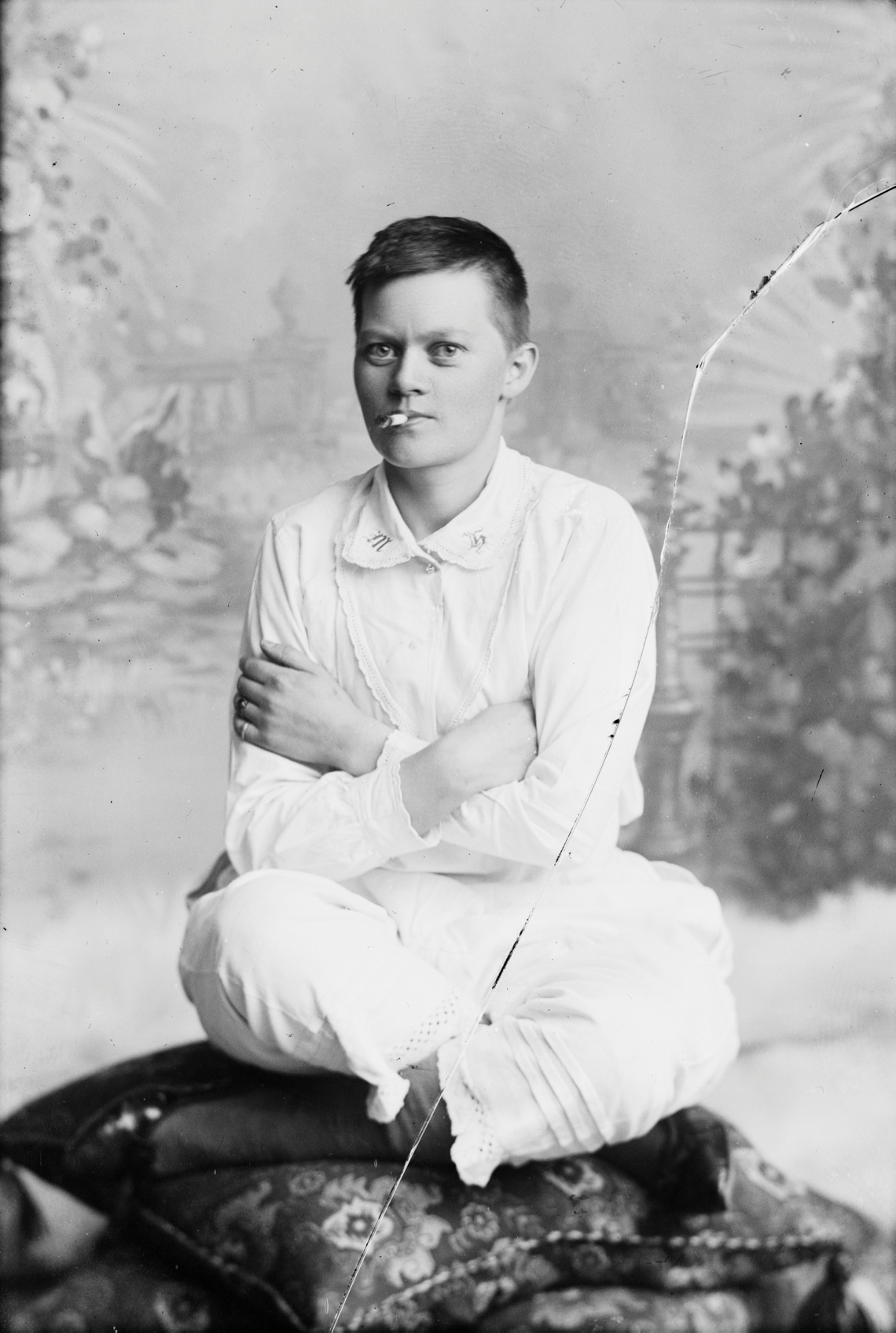
Marie Hoeg sitzt mit gekreuzten Beinen in Unterwäsche, ihre Initialen am Kragen. Foto: Berg & Hoeg, ca. 1895–1903. Sammlung Preus-Museum